# Chelarctus cultrifer
Chelarctus cultrifer is een tienpotigensoort uit de familie van de Scyllaridae. De wetenschappelijke naam van de soort is voor het eerst geldig gepubliceerd in 1897 door Ortmann.